# Veldmestkevers
Veldmestkevers (Aphodiinae) zijn een onderfamilie van kevers uit de familie van de bladsprietkevers (Scarabaeidae).
In Nederland komen zestig soorten voor, waarvan er 56 soorten zich permanent hebben gevestigd.